# Cirrochroa niasica
Cirrochroa niasica is een vlinder uit de familie van de Nymphalidae. De wetenschappelijke naam van de soort is voor het eerst geldig gepubliceerd in 1892 door Eduard Honrath.